# Guernsey
Guernsey, ufficialmente Baliato di Guernsey (in inglese Bailiwick of Guernsey, pronunciato |ˈɡɜːrnzi|; in francese Bailliage de Guernesey; in guernesiais Bailliage dé Guernési) è una dipendenza della Corona britannica, costituita dall'omonima isola e da altre più piccole, tutte situate nel canale della Manica, di fronte alle coste nordoccidentali della Francia.
La dipendenza dalla Corona Britannica non comporta appartenenza al Regno Unito, infatti è dotata di governo autonomo; il suo capo di Stato de iure è il sovrano del Regno Unito, che però vi esercita il potere in quanto Duca di Normandia, e non come sovrano del Regno Unito; suo delegato è un tenente governatore, che è il capo di Stato de facto; il potere esecutivo è invece esercitato dal governo di Guernsey, presieduto dal balivo, che è in pratica il primo ministro del Paese.
Per quanto riguarda i rapporti internazionali Guernsey è rappresentata dal Regno Unito; anche a livello sportivo gli atleti di Guernsey competono sotto la giurisdizione della Gran Bretagna laddove il Paese non sia riconosciuto (per esempio nei Giochi del Commonwealth, dove Guernsey ha una sua rappresentanza), oppure in una delle Nazioni costituenti del Regno Unito nel caso di discipline (per esempio il calcio) in cui il Regno Unito non sia rappresentato.

## Etimologia
Il nome Guernsey, come il simile Jersey, deriva dal norreno.
Il suffisso, "-ey", è norreno per isola, mentre guern assomiglia allo spagnolo Cuerno, al francese Coi(r)n, all'olandese Hoorn, al frisone Hoarn, Svedese Hörn e al Gallese Gorn, i quali significano angolo.
Quindi Guernsey si potrebbe tradurre L'isola dell'angolo.

## Storia

### Preistoria

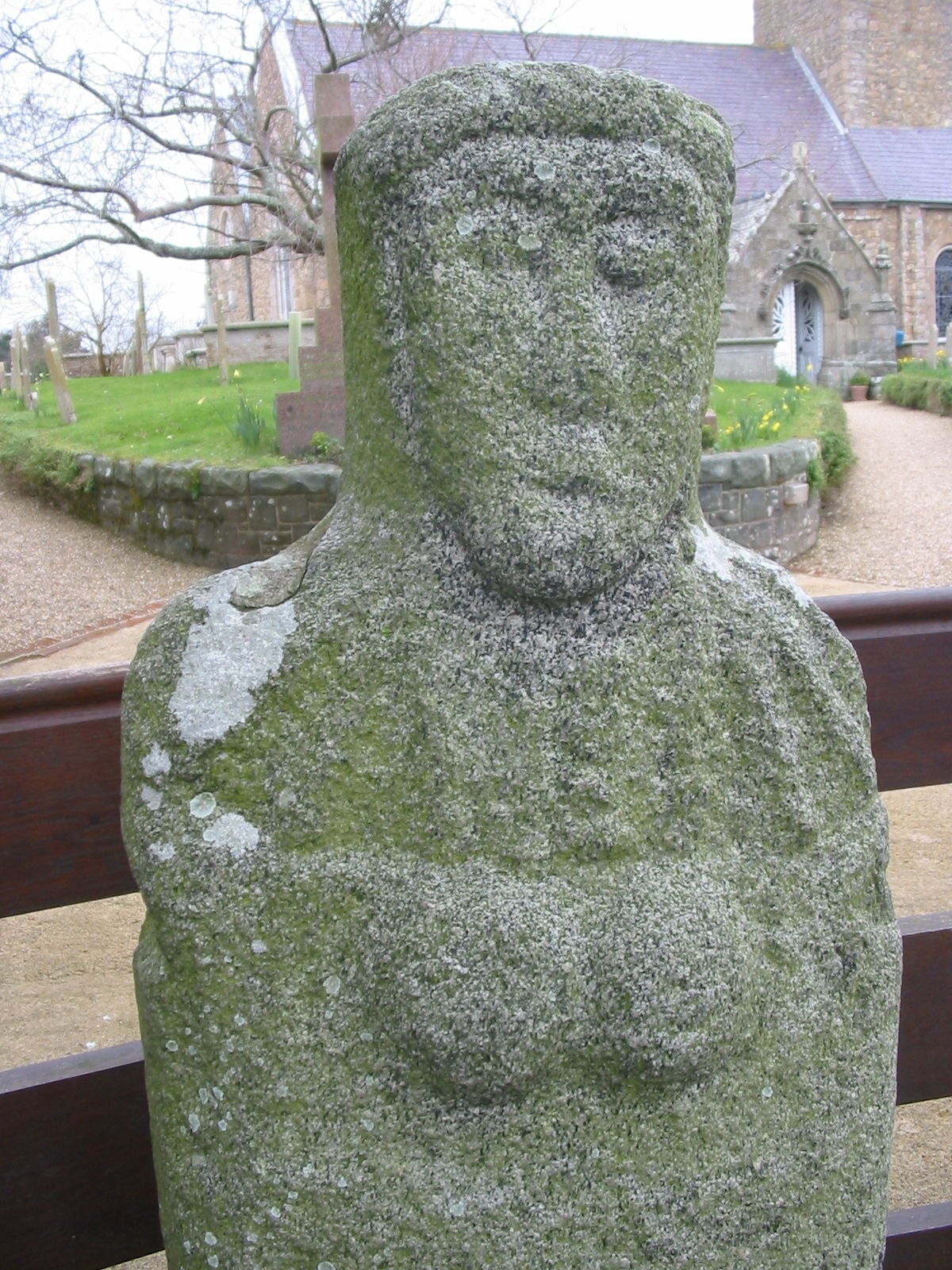
La Gran'mère du Chimquière, la "Nonna Chimquiere", il menhir all'ingresso della chiesa di St. Martin.

Presso il sito archeologico della grotta La Cotte, presso St. Brelade, sono state rinvenute tracce di insediamenti di Neanderthal tra 250 000 anni e 100 000-47 000 anni fa.
Dopo la separazione delle Isole del Canale dalla Normandia, alla fine dell'ultima glaciazione, coltivatori neolitici si stabilirono lungo le coste, lasciando come testimonianza anche due menhir di grande interesse archeologico, nonché un dolmen conosciuto come L'Autel du Dehus, contenente due divinità note come Le Gardien du Tombeau.

### Arrivo del Cristianesimo
Durante la loro migrazione in Bretagna, i Bretoni si stabilirono sull'isola. L'agiografia di San Sansone lo reputa come colui che introdusse il cristianesimo, di ritorno dal suo viaggio nel Regno del Gwent, prima della sua fondazione dell'abbazia di Dol-de-Bretagne; una testimonianza più accreditata è la menzione di una cappella dedicata a san Maglorio di Dol (nato nel 535, nipote di san Sansone), in una bolla di papa Adriano IV.
Attorno al 968, si stabilì nel nord dell'isola una comunità di monaci benedettini provenienti dal monastero di Le Mont-Saint-Michel.

### Il ducato di Normandia
Cedute da Carlo il Calvo al Ducato di Bretagna col trattato di Compiègne nel 867, le isole del Canale furono annesse nel 933 al Ducato di Normandia da Guglielmo I, il cui pronipote Guglielmo il Conquistatore divenne re d'Inghilterra nel 1066.
Persi i domini continentali 1204 con re Giovanni Senzaterra, le isole del Canale rappresentano l'ultima rimanenza del Ducato di Normandia presso la Corona inglese.
Tuttora il titolo formale di Carlo III d'Inghilterra come capo di stato delle isole è Duca di Normandia.
Secondo la tradizione, Roberto II di Normandia, padre di Guglielmo il Conquistatore, partì nel 1032 verso l'Inghilterra per intervenire a fianco di Edoardo il Confessore e fu obbligato a riparare presso Guernsey, nell'allora isola tidale Clos du Valle, dove fu ospitato dai monaci benedettini. Nel 1061, quando dei pirati saccheggiarono l'isola, i monaci si rivolsero a Guglielmo il Conquistatore, il quale spedì Sampson D'Anneville, con lo scopo di liberarli dai pirati. Grati per tale servizio, i monaci concedettero a Sampson D'Anneville metà dell'isola. La porzione dell'isola rimasta al monastero fu nota come Le Fief St. Michel e includeva le parrocchie di St. Saviour, St. Pierre du Bois, Ste. Marie du Catel e the Vale.
Durante i secoli successivi l'isola fu ripetutamente attaccata da pirati e occupata da forze navali; quest'ultime azioni si intensificarono durante la Guerra dei cent'anni. A partire dal 1339, l'isola fu occupata dai Capetingi in diverse occasioni.

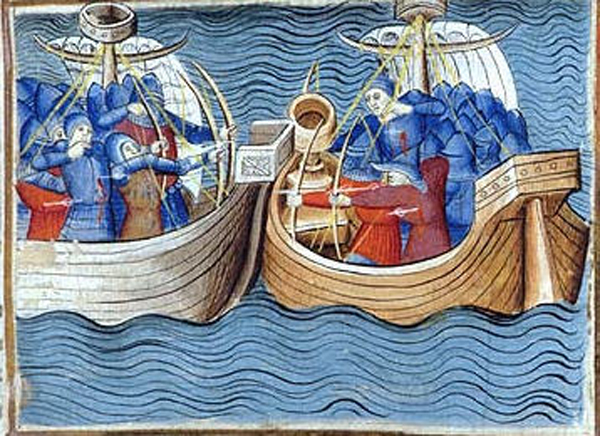
Battaglia di Guernsey, 1342.

Nel 1372 l'isola fu invasa da mercenari aragonesi sotto il comando di Owain Lawgoch (ricordato come Yvon de Galles), sotto ingaggio dei francesi. Lawgoch e i suoi mercenari dai capelli scuri furono successivamente assorbiti nel folclore isolano come invasori mitologici dal mare.

### La Riforma

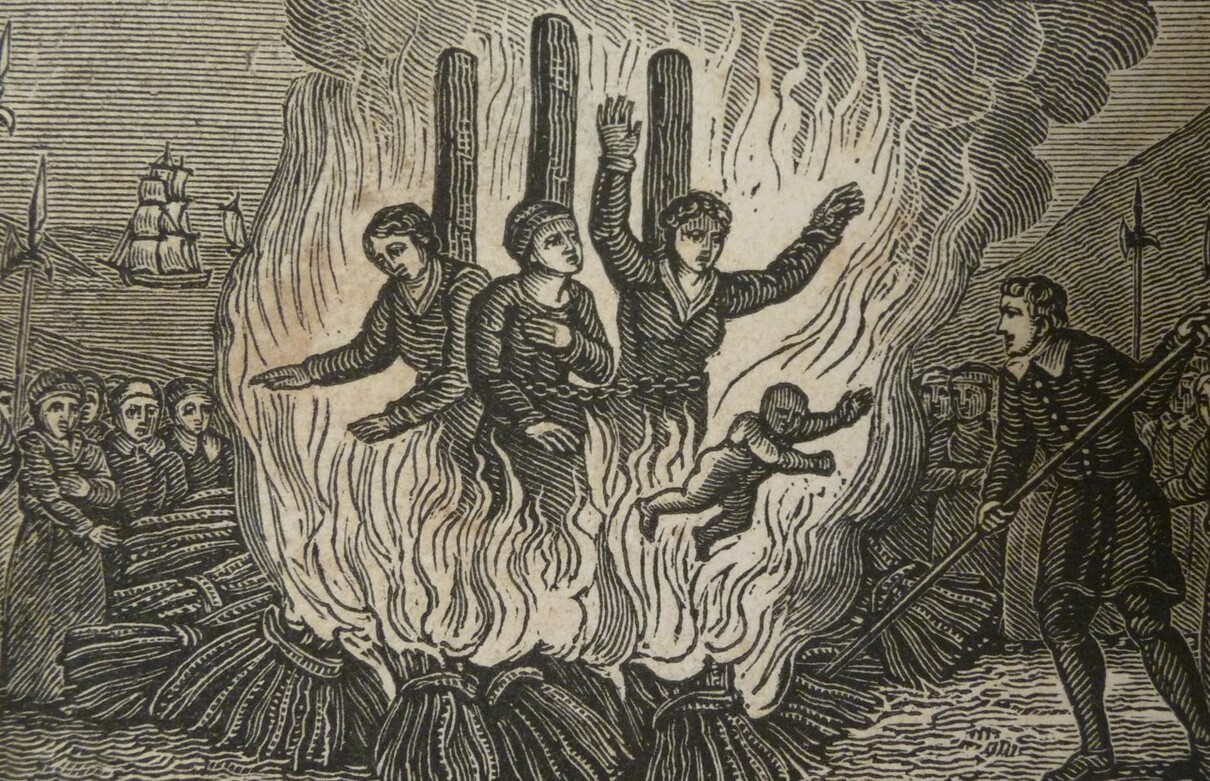
Il rogo delle tre "Martiri di Guernsey", 1556.

Nella metà del XVII secolo l'isola risentì dell'influsso della riforma calvinista. Durante le "persecuzioni mariane", tre donne locali furono messe al rogo nel 1556 per il loro credo protestante.
Durante la Guerra civile inglese, Guernsey prese la parte dei parlamentaristi, mentre Jersey rimase realista. La posizione di Guernsey era dovuta principalmente alla più alta percentuale di calvinisti e altre chiese riformate, oltre al rifiuto di re Carlo I di Inghilterra di occuparsi del caso di alcuni marinai di Guernsey catturati da dei corsari. Vi furono comunque delle rivolte di realisti nel sud-est dell'isola, mentre il governatore Sir Peter Osborne assieme alle sue truppe occuparono castello di Cornet; quest'ultima fu l'ultima roccaforte realista a capitolare nel 1651 e fu anche l'obiettivo di un tentativo di invasione, fallita, di Luigi XIV di Francia nel 1704.

#### Caccia alle streghe
Nel 1617 ci fu l'accusa di stregoneria a carico di tre donne incolpate di aver lanciato incantesimi in oggetti inanimati, aver inflitto malattie misteriose  a molte persone e al bestiame, ferendoli o uccidendoli. La loro tortura venne applicata dopo che furono giudicate colpevoli e condannate a morte tramite queste testimonianze. Una di loro, una certa Collette du Mont, confessò di essere una strega, rivelando che il Diavolo sotto forma di gatto la avesse tentata diverse volte di vendicarsi sui vicini.

### Dal XVII al XIX secolo
Le guerre contro la Francia e la Spagna nel corso del XVII e XVIII secolo incisero profondamente sull'isola, sebbene permettessero a capitani e armatori di Guernsey, forniti di lettera di corsa, di attaccare e prendere possesso di diverse navi mercantili di paesi ostili. A partire dall'inizio del XVIII secolo, un numero crescente di isolani, per sfuggire alla depressione economica conseguente alle ostilità, cominciò a migrare nell'America del Nord.
Nel 1780 iniziò la costruzione di Fort George, completato nel 1812, al fine di accogliere le truppe di stanza nell'isola in previsione di un'invasione francese, ed effettivamente utilizzato durante le guerre napoleoniche.
Nel 1806 l'isola tidale Clos du Valle, separata dall'estremità settentrionale di Guernsey da Le Braye du Valle, una zona di cordoni dunosi interrotti da un canale, fu unita all'isola principale dal governo britannico come misura di difesa. Nella parte orientale fu ricavato un porto, dal 1820 noto come porto di San Sampson, divenendo il secondo più grande del Baliato. La parte occidentale di La Braye è ora la spiaggia di Le Grand Havre.
Con la fine delle guerre napoleoniche, vi fu un deciso aumento della prosperità dell'isola, grazie anche all'incremento del commercio marittimo mondiale, in particolare dell'industria della pietra.
Tra gli imprenditori di Guernsey che ebbero maggior successo, vi fu William Le Lacheur, che instaurò un fiorente commercio di caffè tra la Costa Rica e l'Europa, e la famiglia Corbet che fondò la Fruit Export Company.
Dal 1855 al 1870 Victor Hugo trascorse l'esilio su Guernsey, dove scrisse I miserabili. Guernsey è anche l'ambientazione di altri due romanzi di Hugo, I lavoratori del mare e L'uomo che ride. Ritornò sull'isola dal 1872 al 1873.

### Guerre mondiali
Durante la prima guerra mondiale, circa 3 000 isolani servirono nella British Expeditionary Force; di questi, circa 1 000 servirono nel reggimento Royal Guernsey Light Infantry, costituito a partire dalla Royal Guernsey Militia nel 1916.
Nel 1940 vi fu l'occupazione tedesca delle isole del Canale, che si protrasse per la maggior parte della seconda guerra mondiale. Poco prima dell'occupazione, molti bambini furono evacuati in Inghilterra, presso parenti o estranei.
Durante l'occupazione alcuni civili furono deportati nel Lager Lindele, campo di concentramento nel sud della Germania, vicino a Biberach an der Riß. Tra questi, vi fu Sir Ambrose Sherwill, che più tardi divenne Balivo di Guernsey. Tre civili di fede ebraica furono invece deportati ad Auschwitz, senza fare più ritorno.
Ad Alderney fu costruito un campo di concentramento, principalmente per abitanti dell'est europeo, l'unico costruito su terra britannica. Tuttora è ricordato da un memoriale noto col nome di Alderney, in francese Aurigny.
Guernsey fu massicciamente fortificata durante la seconda guerra mondiale, le cui tracce sono tuttora visibili. Essa e le isole vicine furono gli ultimi territori occupati dalle truppe tedesche ad arrendersi il 16 maggio 1945.

## Geografia

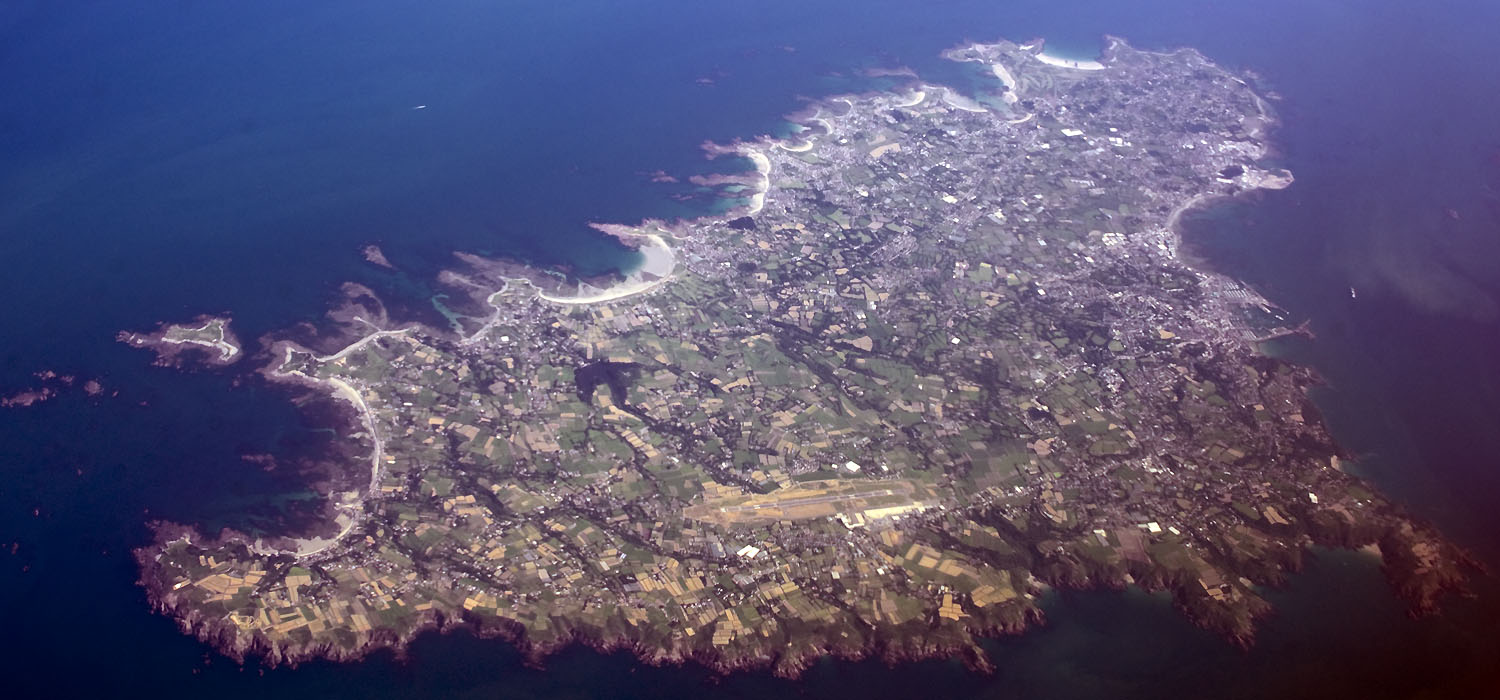
Vista area dell'isola.

Guernsey (65 km²) è l'isola più a ovest delle Isole del Canale. Da essa dipendono le isole di Alderney, Sark, Herm, Brecqhou, Burhou, Casquets, Jethou e Lihou. Il punto più alto del Baliato è Hautnez (111 m), nell'isola di Alderney.
La popolazione di Guernsey - sfruttando il territorio pressoché pianeggiante dell'isola - pratica l'agricoltura (con produzione di fiori, frutta e ortaggi), l'allevamento (originaria di quest'isola è una pregiata razza di bovini che dal luogo prende il nome, la razza Guernsey) e il turismo.
Il maggiore centro è Saint Peter Port (ca. 17 000 abitanti, e capoluogo delle "isole del Canale"). A St. Peter Port si trova l'Hauteville House che fu - dal 1855 al 1870 - la residenza di Victor Hugo.

## Economia
Il PIL delle isole nel 2003 ammontava a 2,1 miliardi di dollari USA, la spesa pubblica nel 2005 era di circa 300 milioni di sterline. Secondo CIA World Factbook, il PIL (PPA) nel 2013 è salito a 3,42 miliardi di dollari, il PIL pro capite (PPA) a 44 600 dollari.
Il 32% degli occupati lavora nel settore bancario, la disoccupazione è solo dell'1%.
L'imposizione fiscale nelle isole è ridotta rispetto a molti paesi, non prevedendo varie tipologie di imposte come IVA e imposte sul capital gain.
Tuttavia sono presenti imposte sul reddito di imprese e individui con un'aliquota del 20%, mentre i profitti derivanti da alcune attività bancarie sono tassati con un'aliquota del 10%.
Il sistema fiscale italiano, col Decreto Ministeriale 04/05/1999, ha inserito il Guernsey tra gli stati o territori aventi un regime fiscale privilegiato, cosiddetta Black list o lista nera, ponendo quindi limitazioni fiscali ai rapporti economico commerciali che si intrattengono tra le aziende italiane e i soggetti ubicati in tale territorio. Con D.M. 24/07/2015 di accordo con l'Italia è uscita dalla Black List (che viene aggiornata di anno dall'Agenzia delle Entrate)
Dopo le regole ribadite dall'Ocse in occasione del G20 di Londra del 2009, l'isola di Guernsey ha portato a 16 il numero delle intese sottoscritte con altri Stati per lo scambio bilaterale di informazioni fiscali e finanziarie sotto il profilo penale, civile e fiscale (nello specifico risultano accordi di cooperazione con l'Australia, la Danimarca, le Isole Faroe, la Finlandia, la Francia, la Germania, la Groenlandia, l'Islanda, l'Irlanda, i Paesi Bassi, la Nuova Zelanda, la Norvegia, la Svezia, il Regno Unito, gli USA e, da ultimo, il Portogallo).
La moneta locale, la Sterlina di Guernsey, è emessa dalla Banca d'Inghilterra, seguendo le stesse regole previste per qualsiasi altra moneta moderna. In proposito il governo scrive che the issue is a debt of the States of Guernsey and is backed by the General Revenue investments of the States (l'emissione è un debito degli Stati di Guersney ed è avallato dagli introiti generali degli investimenti degli Stati).

## Suddivisione amministrativa
Dal punto di vista amministrativo l'isola è suddivisa in 10 parrocchie. Di seguito l'elenco con indicata superficie e popolazione. Le dipendenze di Alderney and Sark non sono comprese in nessuna parrocchia.
| \| \| Parrocchia \| Popolazione (2001) \| Superficie (vergée) \| Superficie (km²) \| \| --- \| -------------------- \| ------------------ \| ------------------- \| ---------------- \| \| 1. \| Castel \| 8 975 \| 6 219 \| 10,2 \| \| 2. \| Forest \| 1 549 \| 2 498 \| 4,1 \| \| 3. \| Saint Andrew \| 2 409 \| 2 752 \| 4,5 \| \| 4. \| Saint Martin \| 6 267 \| 4 468 \| 7,3 \| \| 5. \| Saint Peter Port \| 16 488 \| 3 914 \| 6,4 \| \| 6. \| Saint Pierre du Bois \| 2 188 \| 3 808 \| 6,2 \| \| 7. \| Saint Sampson \| 8 592 \| 3 816 \| 6,3 \| \| 8. \| Saint Saviour \| 2 696 \| 3 900 \| 6,4 \| \| 9. \| Torteval \| 973 \| 1 891 \| 3,1 \| \| 10. \| Vale \| 9 573 \| 5 446 \| 8,9 \| |                      |                    |                     |                  |
| | Parrocchia           | Popolazione (2001) | Superficie (vergée) | Superficie (km²) |
| 1. | Castel               | 8 975              | 6 219               | 10,2             |
| 2. | Forest               | 1 549              | 2 498               | 4,1              |
| 3. | Saint Andrew         | 2 409              | 2 752               | 4,5              |
| 4. | Saint Martin         | 6 267              | 4 468               | 7,3              |
| 5. | Saint Peter Port     | 16 488             | 3 914               | 6,4              |
| 6. | Saint Pierre du Bois | 2 188              | 3 808               | 6,2              |
| 7. | Saint Sampson        | 8 592              | 3 816               | 6,3              |
| 8. | Saint Saviour        | 2 696              | 3 900               | 6,4              |
| 9. | Torteval             | 973                | 1 891               | 3,1              |
| 10. | Vale                 | 9 573              | 5 446               | 8,9              |

## Trasporti
L'Aeroporto di Guernsey, unico dell'isola, si trova nella parrocchia di Forest.

## Galleria d'immagini

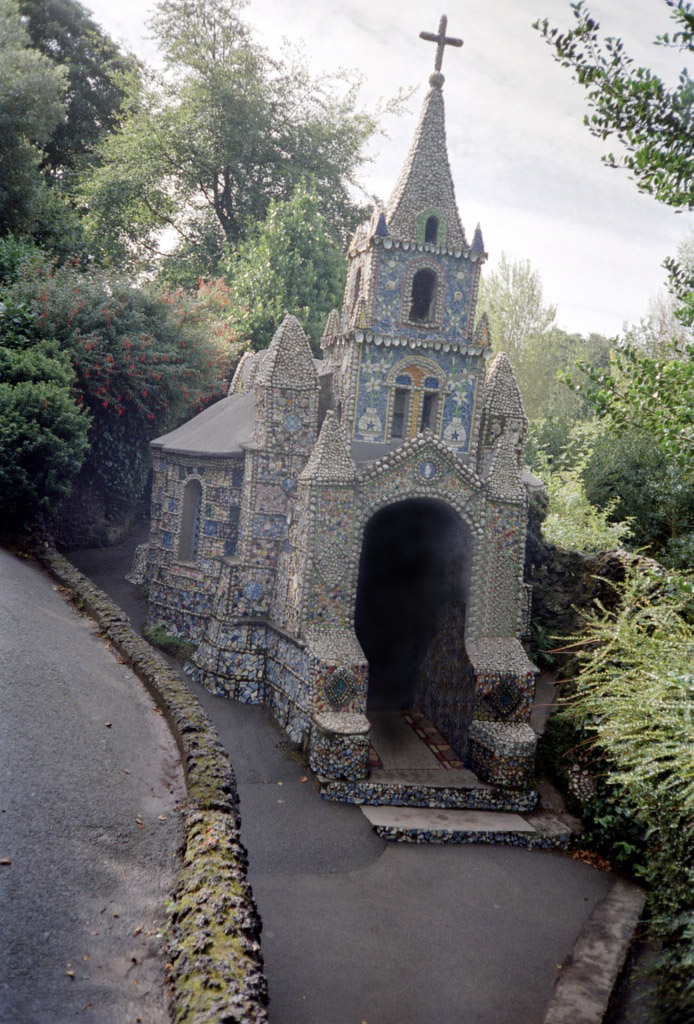
Cappella minore, Les Vauxbelets.
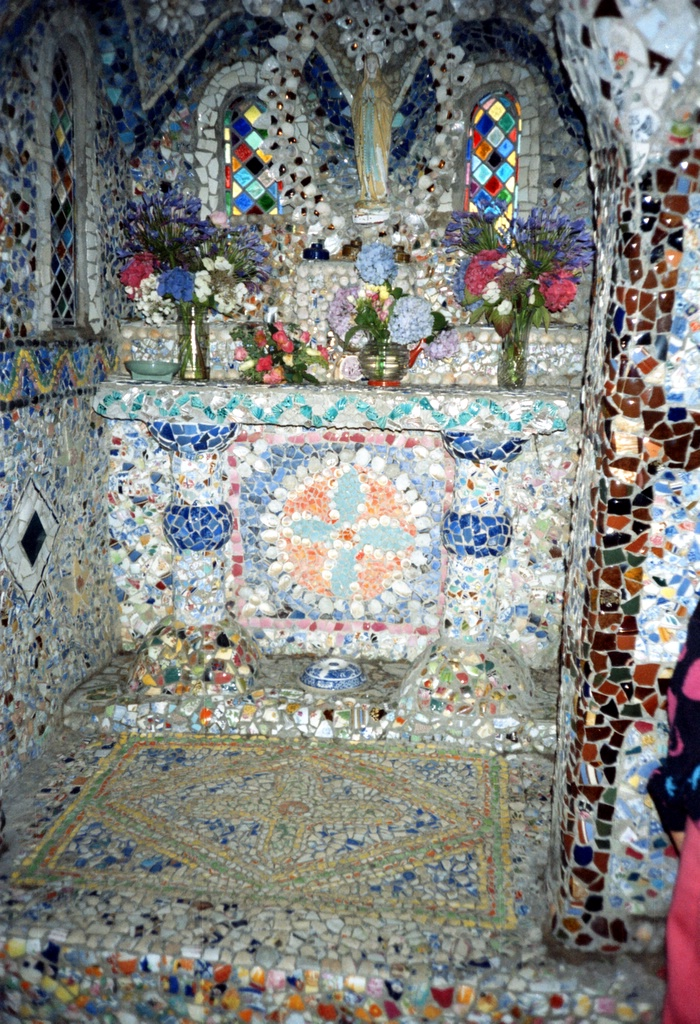
Interni della Cappella minore.
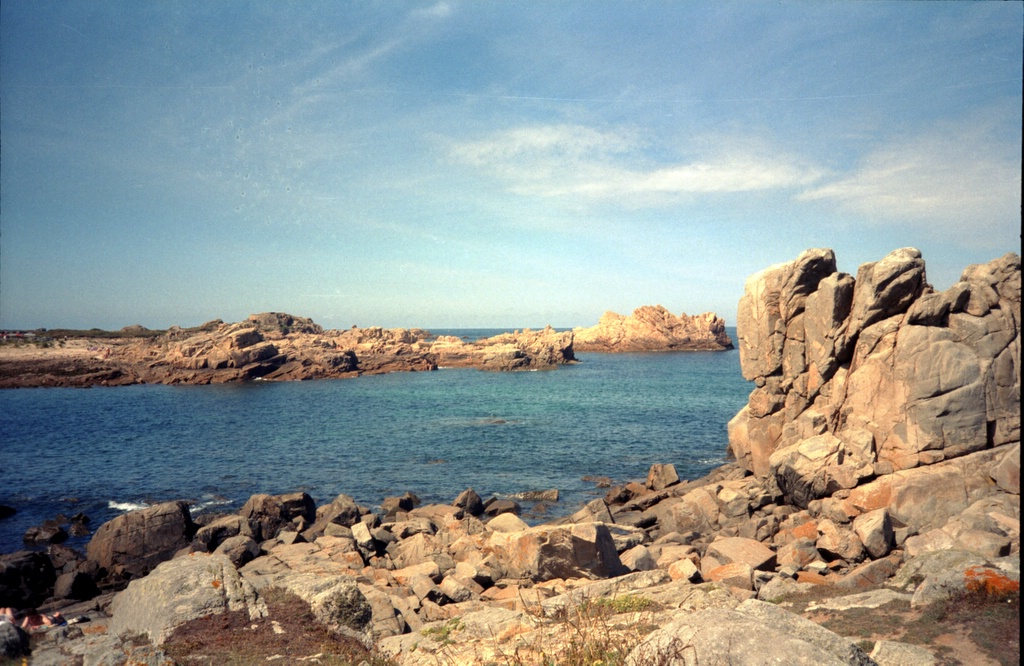
Costa rocciosa di Guernsey.
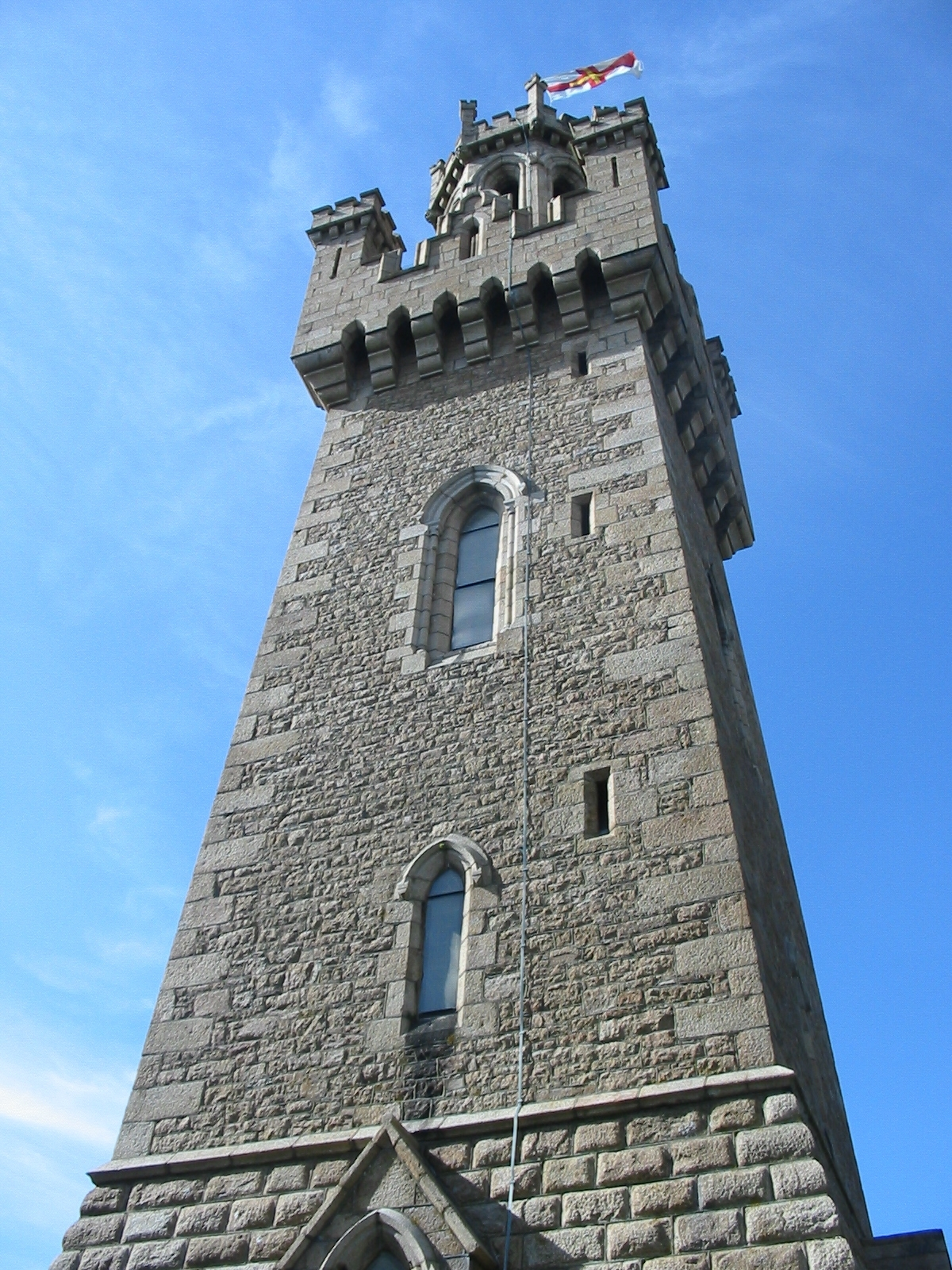
Torre della Vittoria.
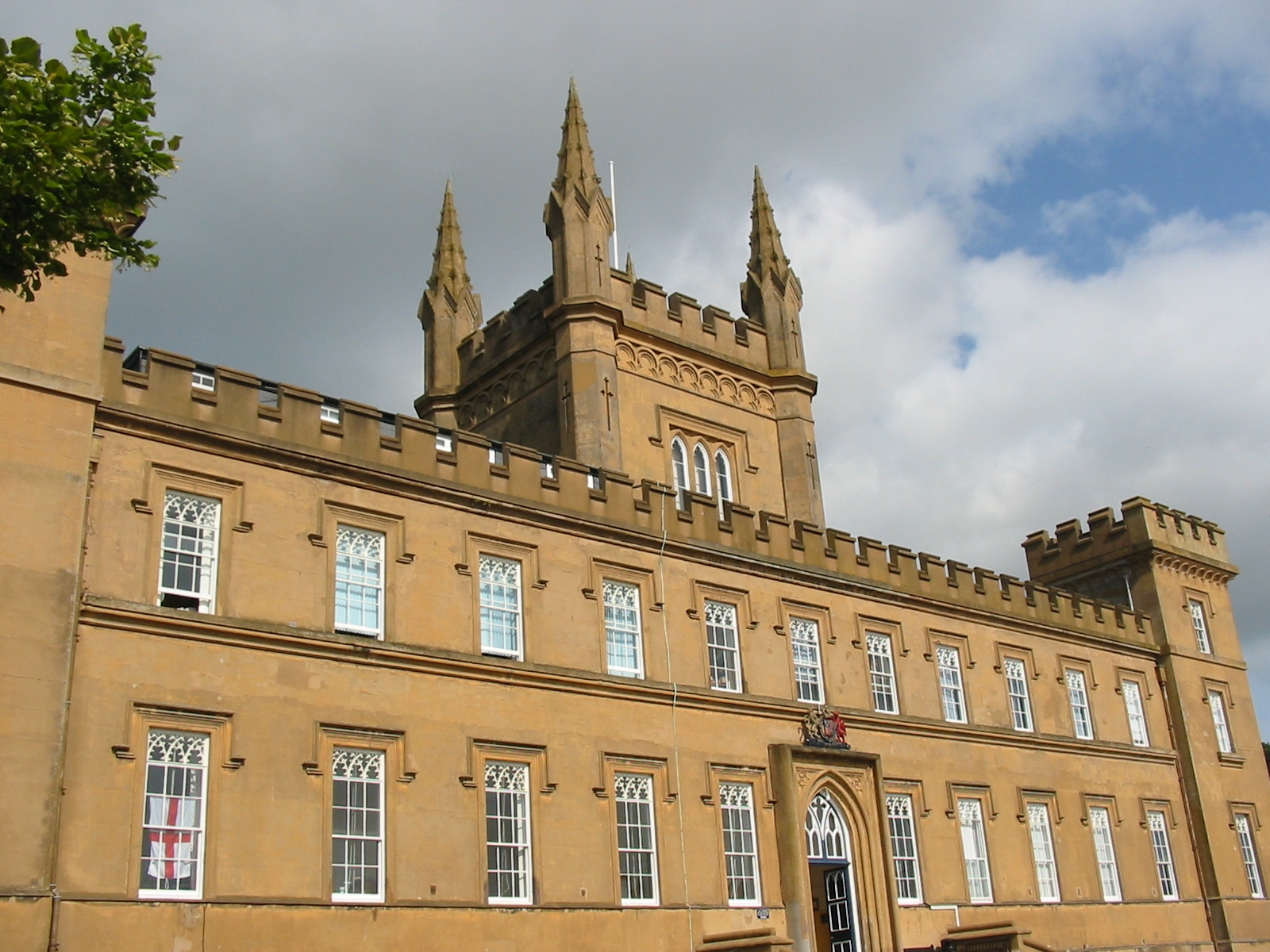
Elizabeth College, porto di St. Peter.
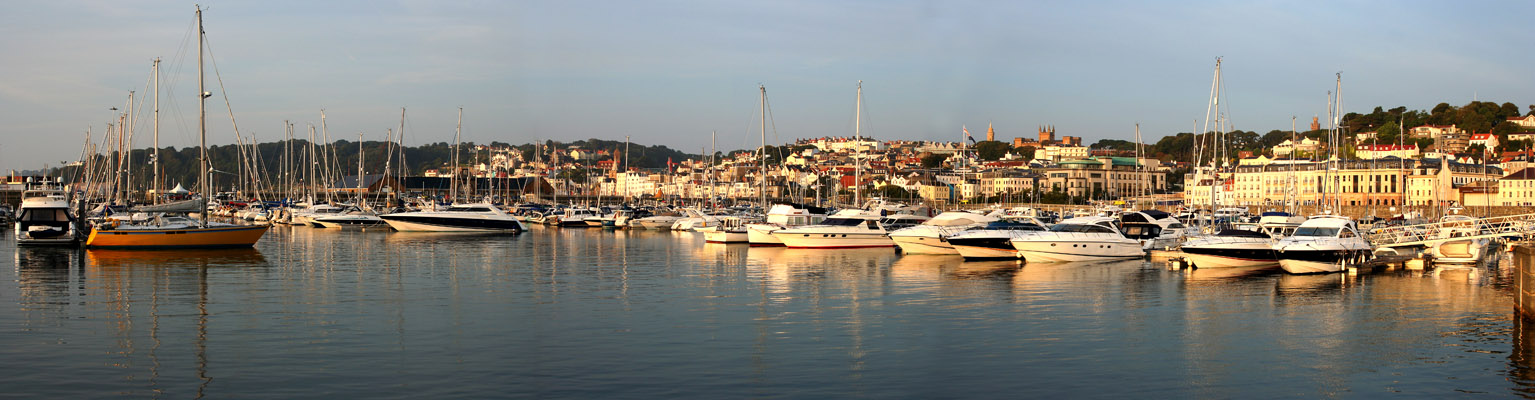
La QE2 Marina, Porto di St. Peter.
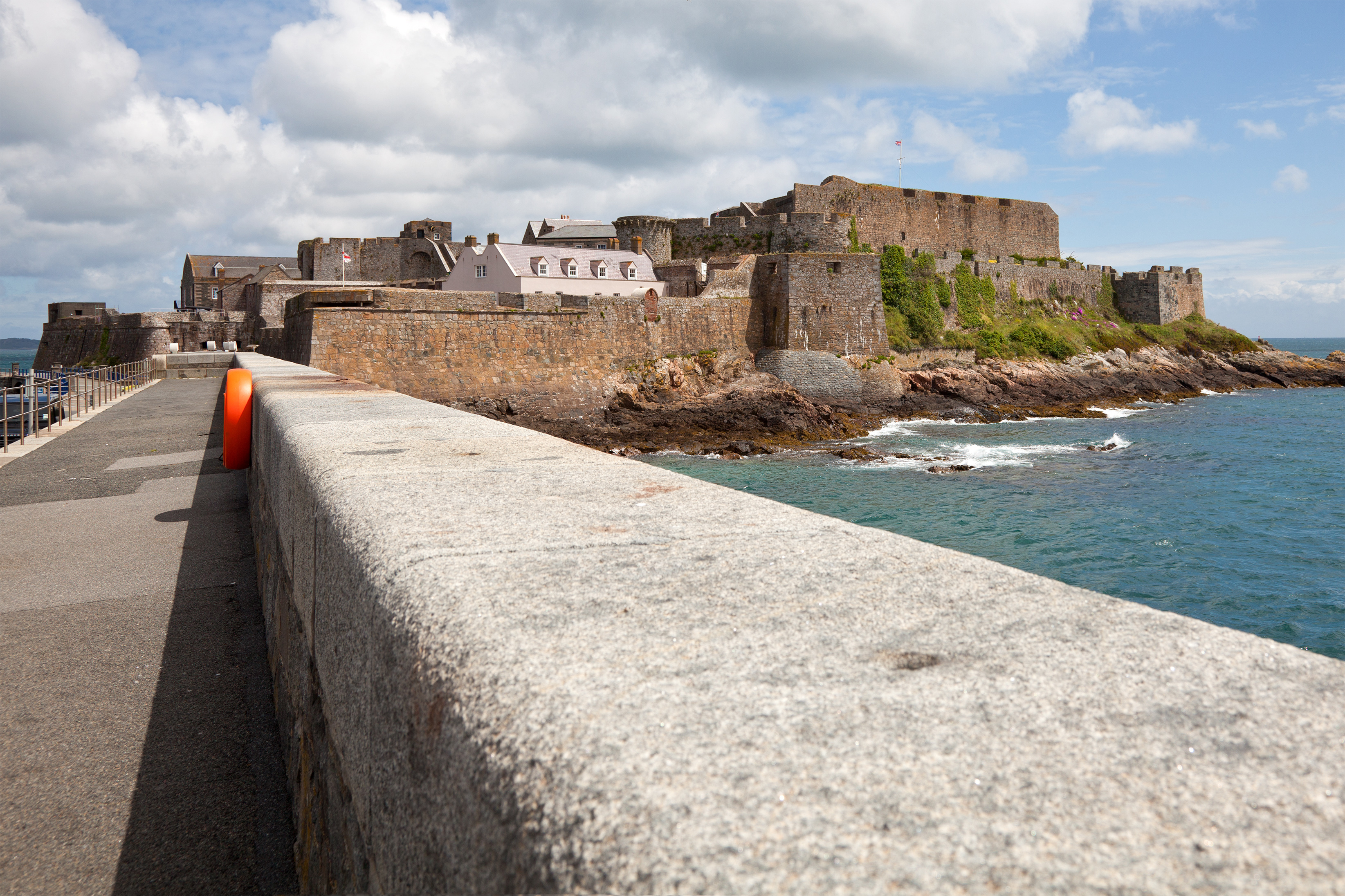
Castello di Cornet, dominante la baia del porto di St. Peter.